# Zgornje Dole, Žihpolje
Zgornje Dole (nemško Obertöllern) je naselje v Občini Žihpolje v Okraju Celovec-dežela na Koroškem v Avstriji.